# ترانسیلوانی ۱۵۳۷
سیارک ۱۵۳۷ (به انگلیسی: 1537 Transylvania، نامگذاری:1940QA) هزار و پانصد و سی و هفتمین سیارک کشف شده‌است که در ۲۷ اوت ۱۹۴۰ کشف شد.
قدر مطلق سیارک برابر ۱۱٫۹۰ است.